# Salamonta-ér
A Salamonta-ér Borsod-Abaúj-Zemplén vármegyében ered, Mezőnagymihálytól délkeletre, az egykori Nagyecsér településtől északnyugatra. A patak forrásától kezdve délkeleti irányban halad, majd eléri a Tiszavalki-főcsatornát.
A Salamonta-ér vízgazdálkodási szempontból a Bükk és Borsodi-Mezőség Vízgyűjtő-tervezési alegység működési területét képezi.

## Part menti települések
- Nagyecsér